# Fürstentum Anhalt-Köthen

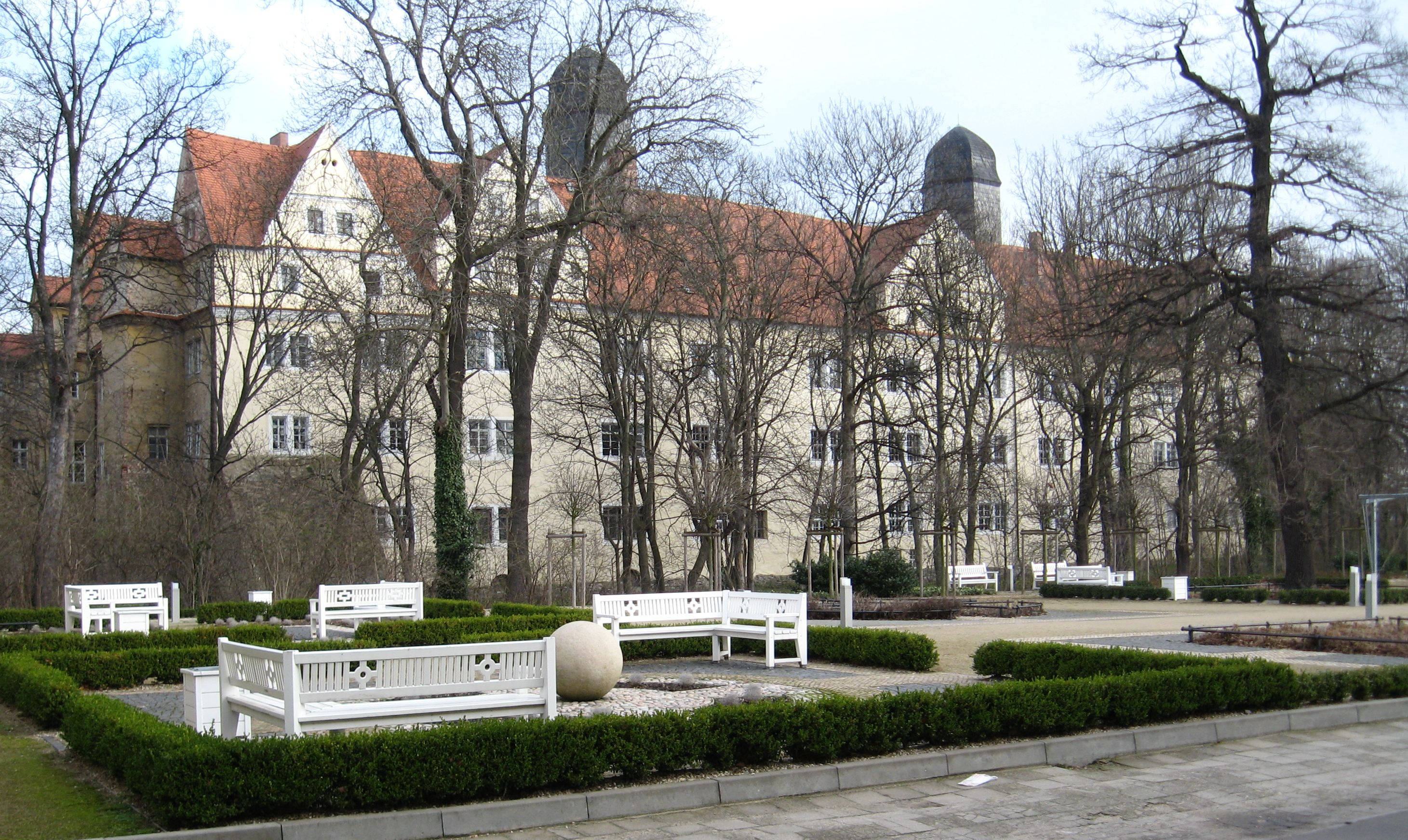
Schloss Köthen

Das Fürstentum Anhalt-Köthen war ein deutsches Territorium. Es bestand von 1252 bis 1847, mit einer Unterbrechung von 1509 bis 1606 (geeintes Fürstentum Anhalt), war ab 1806 Herzogtum und fiel nach Erlöschen der Nebenlinie Anhalt-Köthen-Pleß 1847 an Anhalt-Bernburg. Nachdem auch die letzte Nebenlinie (Anhalt-Bernburg) 1863 ausgestorben war, wurde das nun vereinte Herzogtum Anhalt neu administrativ gegliedert. Landesherren waren die Fürsten von Anhalt-Köthen aus dem Hause der Askanier, Hauptstadt des Fürstentums war die Stadt Köthen.

## Geschichte
Heinrich I. von Anhalt, der 1218 in den Reichsfürstenstand erhoben wurde und somit der erste Fürst von Anhalt war, starb im Jahre 1252. Zwei von seinen fünf Söhnen bekleideten geistliche Ämter. Die anderen drei teilten das Fürstentum Anhalt unter sich auf. Heinrich II. von Anhalt, der älteste, erhielt die Gebiete Aschersleben, Gernrode, Hecklingen, Ermsleben sowie Wörbzig und begründete die Linie Anhalt-Aschersleben. Bernhard I. von Anhalt, der zweite Sohn, erhielt die Gebiete Bernburg und Ballenstedt und begründete die alte Linie Anhalt-Bernburg. Siegfried I. von Anhalt erhielt die Gebiete Köthen, Dessau und Koswig und begründete die alte Linie Anhalt-Köthen. 

### Ältere Linie Anhalt-Köthen
Um 1259 heiratete Siegfried I. Katharina, Tochter des Königs Birger Jarl von Schweden. Im Verlauf des thüringisch-hessischen Erbfolgekrieges besetzte Siegfried die Pfalzgrafschaft, da er als Enkel des Landgrafen Hermann I. Erbansprüche erhob. Gegen eine Entschädigung verzichtete er jedoch später zu Gunsten der Wettiner. 1273 ließ sich Siegfried als Kandidat für die Königswahl aufstellen, die aber Rudolf von Habsburg für sich entschied. Siegfried starb um 1298. Albrecht I. von Anhalt-Köthen, der älteste Sohn Siegfrieds I., bezog als erster Fürst die Burg Köthen. Er ehelichte um 1298 Lutgard, Tochter des Grafen Gerhard I. von Holstein, und nach deren Tod um 1300 Agnes, Tochter des Markgrafen Konrad I. von Brandenburg. Albrecht I. wurde bekannt durch bedeutende Schenkungen an Kirchen und Klöster und starb 1316.
Albrechts Söhne, Albrecht II. und Waldemar I., übernahmen zunächst unter Vormundschaft 1316 das väterliche Erbe. Ihre Regentschaft prägte der Erbschaftsstreit um die Markgrafschaft Brandenburg, in der das Haus Askanien bis 1320 regierte. Sie mussten jedoch 1355 allen Ansprüchen entsagen. Albrecht II. starb 1362, sein Bruder Waldemar I. kam 1368 bei einer Schlacht gegen Bischof Gerhard von Hildesheim ums Leben. Waldemars Sohn, Waldemar II., starb bereits 1370, sodass Albrechts Sohn Johann II. neuer Landesherr wurde. Er war ab 1366 mit Elisabeth von Henneberg-Schleusingen verheiratet. Johann erwarb für das Fürstentum die Grafschaft Lindau. Während einer Reise nach Jerusalem verschied Johann II. im Jahr 1382.
Johanns drei Söhne, Waldemar III., Albrecht III. und Siegmund I., regierten zunächst gemeinsam. Waldemar III. starb kinderlos im Jahr 1392, und Albrecht III. und Siegmund I. regierten daraufhin noch vier Jahre gemeinsam weiter. Im Jahre 1396 teilten sie das Land, wobei Albrecht das Gebiet links der Elbe erhielt und die mittlere Linie Anhalt-Köthen begründete, während Siegmund künftig rechts der Elbe herrschte und die alte Linie Anhalt-Zerbst stiftete.

### Mittlere Linie Anhalt-Köthen
Die Periode der mittleren Linie Anhalt-Köthen war eng verbunden mit der der alten Linie Anhalt-Zerbst. Als Siegmund I. von Anhalt-Zerbst 1405 starb, übernahm Albrecht IV. von Anhalt-Köthen die Regierung in Anhalt-Zerbst als Vormund für Siegmunds Söhne. Im selben Jahr entbrannten kriegerische Auseinandersetzungen zwischen Zerbst und der abtrünnigen Stadt Magdeburg, die erst nach schweren Verwüstungen des Landes mit dem Frieden zu Kalbe im Jahr 1407 endeten. Nachdem die vier Söhne Siegmunds I. ihre Mündigkeit erreicht hatten, regierten sie gemeinsam das Fürstentum Anhalt-Zerbst: Waldemar IV. starb bereits 1417, Siegmund II. im Jahr 1,452 und Albrecht V. war Mitregent bis zu seinem Tod 1469. Georg I. war ab 1417 als ältester Sohn Siegmunds I. federführend in der Regierung.
Als Albrecht IV. von Anhalt-Köthen nach einer streitvollen Regierung im Jahr 1423 starb, übernahmen seine Söhne Adolf I., Waldemar V. und Albrecht VI. das väterliche Erbe. Waldemar V. starb bereits 1436, und sein einziger Sohn, Johann III., wurde Mitregent. Ihre Regierungszeit prägten Gebietsstreitigkeiten mit ihrem Cousin Georg I. von Anhalt-Zerbst. Im Jahr 1460 einigte man sich darauf, dass Georg die Ländereien links der Elbe (Köthen, Dessau etc.) erhielt. Neben seinem Zerbster Fürstentitel nannte er sich nun auch Fürst von Köthen-Anhalt. Adolf, Albrecht und Johann erhielten das Gebiet rechts der Elbe (Zerbst, Roßlau etc.). Sie wurden tituliert als Fürsten zu Anhalt in Köthen und waren die regierenden Fürsten, obwohl nun Georg das Gebiet um Köthen gehörte. Nachdem Johann III. 1463 und Adolf I. 1473 gestorben waren, regierte Albrecht VI. bis zu seinem Tod im Jahr 1475 allein. Dann übernahmen sein Sohn, Philipp I., und die Söhne von Adolf I., Magnus I. und Adolf II., die Regierung in Anhalt-Köthen. 1500 starb Philipp I., und seine beiden mitregierenden Cousins traten 1508 die Zerbster Ländereien und ihren Fürstentitel an das Haus Anhalt-Zerbst ab.
Georg I. von Anhalt-Zerbst starb 1474 im Alter von 84 Jahren. Bereits 1470/1471 legte er zugunsten seiner Söhne die Regierung nieder. Vier seiner Söhne teilten das Land unter sich auf: Ernst I. und Siegmund III. wurden neue Herren in Dessau, Waldemar VI. und Georg II. erhielten den Landesteil Köthen. Das 1468 geerbte Gebiet um Bernburg sollte gemeinsam regiert werden. Georg II. beteiligte sich kaum an den Regierungsgeschäften und trat in den Dienst des Kurfürsten von Brandenburg, der ihn 1498 zum Statthalter des Herzogtums Crossen ernannte. Er starb 1509. Waldemar VI. konnte 1492 das verpfändete Amt Hoym wieder einlösen. 1496 gewann er das Amt Burgscheidungen hinzu. Er starb 1508. Wolfgang I. folgte seinem Vater Waldemar in der Regierung, die er nach dem Tod seines Onkels Georg II. im Jahr 1509 bis zu seiner Abdankung im Jahr 1562 allein innehatte. Durch die Abtretung des Fürstentitels durch Magnus I. von Anhalt-Köthen und Adolf II. von Anhalt-Köthen war Wolfgang I. nun alleiniger Fürst von Anhalt-Köthen auf angestammtem Gebiet. 1521 lernte er auf dem Reichstage zu Augsburg Martin Luther kennen, mit dessen Hilfe er nach dem Kurfürstentum Sachsen als zweites Fürstentum im Reich die Reformation einführte. Wolfgang I. war Mitglied im Torgauer Bund und im Schmalkaldischen Bund und war auf den folgenden Reichstagen stets ein Wortführer der protestantischen Landesfürsten. Wolfgang trat 1562 seine Ländereien an die Söhne seines Cousins Johann IV. ab und starb unvermählt 1566.

### Anhalts kurzfristige Wiedervereinigung
Joachim II. Ernst von Anhalt-Zerbst und sein Bruder Bernhard VII. von Anhalt-Zerbst regierten gemeinsam nach dem Tod ihres älteren Bruders Karl I. im Jahr 1561 und der Abtretung der Ländereien durch Fürst Wolfgang I. von Anhalt-Köthen im Jahr 1562 das gesamte Land Anhalt. Bereits 1563 teilten die Brüder jedoch ihr geeintes Fürstentum wieder. Bernhard erhielt die Ämter Dessau, Zerbst, Plötzkau, Lippene, Lindau, Warmsdorf, Coswig und Wörlitz. Joachim II. Ernst erhielt die Ämter Köthen, Bernburg, Sandersleben, Freckleben, Hoym, Ballenstedt, Harzgerode und Günthersberge. 1570 starb Bernhard VII. Da sein Sohn und Erbe, Franz Georg, bereits zwei Jahre zuvor gestorben war, konnte Joachim II. Ernst mit Bernhards Territorien ganz Anhalt wieder in seiner Hand vereinigen. Fortan nannte sich Joachim II. Ernst Fürst von Anhalt. Er schuf 1572 die Landesverordnung Anhalts und war überzeugter Anhänger der Reformation. 1586 starb Joachim II. Ernst, und sieben Söhne beerbten ihn.
Der älteste Sohn, Johann Georg, führte mit Unterstützung von Kurfürst Johann Georg von Brandenburg für sich und seine unmündigen Brüder die Regierung. Nachdem 1596 Bernhard und 1601 Johann Ernst gestorben waren, schlossen die übrigen fünf Brüder im Jahr 1603 einen Erbvergleich, in dem das Land Anhalt aufgeteilt wurde.
- Johann Georg wählte die Ämter Dessau, Lippene, Raguhn, Jeßnitz, Wörlitz, Sandersleben, Freckleben etc. und gründete die Linie Anhalt-Dessau.
- Christian erhielt die Ämter Bernburg, Plötzkau, Ballenstedt, Hoym, Harzgerode, Günthersberge etc. und gründete die neue Linie Anhalt-Bernburg.
- Rudolf bekam die Ämter Zerbst, Kermen, Lindau, Rosslau, Coswig etc. und gründete die neue Linie Anhalt-Zerbst.
- Ludwig wurden die Ämter Köthen, Brambach, Wulfen, Nienburg, Warmsdorf etc. zugesprochen, mit denen er die neue Linie Anhalt-Köthen gründete.
- August verzichtete auf Ländereien und wurde mit einer finanziellen Abfindung bedacht. Jedoch sollte für den Fall, dass eine der vier Linien erlosch, seinen Nachkommen diese Erbschaft zufallen.

Die Erbteilung trat endgültig im Jahr 1606 in Kraft. Nach außen jedoch blieb Anhalt ein ungeteiltes Fürstentum. Alle gemeinsamen Angelegenheiten führte der älteste regierende Fürst, auch „Senior“ genannt. Er vertrat Anhalt innerhalb des Heiligen Römischen Reiches und hatte die Verantwortung bei Verflechtungen von Erbansprüchen.

### Neue Linie Anhalt-Köthen und das Herzogtum Anhalt-Köthen (ab 1606)
Nach einer zehn Jahre währenden Bildungsreise durch das westliche und südliche Europa trat Ludwig I. 1606 die Regierung im Fürstentum Anhalt-Köthen an. Im selben Jahr heiratete er Amoena Amalie, Tochter des Grafen Arnold II. von Bentheim-Tecklenburg. Der 1607 geborene Erbprinz Ludwig starb bereits 1624. Im Jahre 1617 gründete Ludwig in Köthen die Fruchtbringende Gesellschaft, deren erstes Oberhaupt er wurde. Ludwig holte 1618 Wolfgang Ratke an den Köthener Hof. Gemeinsam bauten sie Schulen in Köthen auf, und die eigens für die Herstellung von Schulbüchern eingerichtete Fürstliche Druckerei wurde somit der erste Schulbuchverlag. Als 1625 seine erste Frau starb, ehelichte er Sophie, Tochter des Grafen Simon VI. zur Lippe. Nachdem er einige Jahre in Florenz geweilt hatte, gestaltete der Fürst sein Schloss in Köthen im italienischen Stil um. Fürst Ludwig starb 1650 im Alter von 70 Jahren in Köthen.
Wilhelm Ludwig, der 1638 geborene jüngste Sohn Ludwigs I., war beim Tod seines Vaters 1650 noch minderjährig. Die Vormundschaft übernahm Fürst August von Anhalt-Plötzkau und, nach dessen Tod 1653, seine Söhne Lebrecht und Emanuel. Wilhelm Ludwigs Ehe mit Elisabeth Charlotte, Tochter des Fürsten Friedrich von Anhalt-Bernburg-Harzgerode, blieb kinderlos, und als er bereits 1665 starb, fielen die Köthener Ländereien, gemäß der Erbteilungsbestimmung von 1606, an Fürst Lebrecht von Anhalt-Plötzkau und an Fürst Emanuel von Anhalt-Plötzkau. Sie gaben das Amt Plötzkau an das Fürstentum Anhalt-Bernburg zurück und regierten fortan als Fürsten von Anhalt-Köthen.
Lebrecht starb im Jahre 1669 kinderlos; sein Bruder Emanuel starb im November 1670. Dessen Sohn, Emanuel Lebrecht, der posthum im Mai 1671 geboren wurde, war nun von Geburt an Fürst von Anhalt-Köthen. Bis zu seiner Mündigkeit übernahmen seine Mutter, Fürstin Anna Eleonore, sowie Fürst Johann Georg II. von Anhalt-Dessau die vormundschaftliche Regierung. 1692 übernahm Emanuel Lebrecht selbst die Regierung. Im selben Jahr heiratete er die unstandesgemäße Gisela Agnes von Rath. Sie wurde 1694 von Kaiser Leopold I. zur Reichsgräfin von Nienburg erhoben. 
Als Emanuel Lebrecht 1704 starb, wurde sein im Jahre 1694 zweitgeborener Sohn Leopold der neue Fürst von Anhalt-Köthen, da der erstgeborene Sohn, August Lebrecht, bereits kurz nach seiner Geburt starb. Genau wie sein Vater war Leopold noch unmündig, und so übernahm seine Mutter, Fürstin Gisela Agnes, die Regentschaft. Die Obervormundschaft übte König Friedrich I. von Preußen aus. Dies ist auch ein Grund, weshalb Leopold 1708–1710 die Ritterakademie in Brandenburg besuchte. Auf seiner Kavalierstour in den Jahren 1710–1713, die ihn durch West- und Südeuropa führte, entdeckte er seine Vorliebe für die Musik und gründete nach seiner Rückkehr die Köthener Hofkapelle. Als er 1715 mündig wurde, übernahm er die Regierung im Fürstentum. Im Jahre 1717 holte Leopold Johann Sebastian Bach an den Köthener Hof und stellte ihn als Hofkapellmeister ein. Dieses Amt übte Bach bis 1723 aus. Da Leopold bereits 1728 im Alter von 33 Jahren starb und er bis dahin nur eine Tochter hatte, übernahm sein Bruder August Ludwig das Fürstenamt. Er war dreimal verheiratet und hatte aus diesen Ehen 9 Kinder. August Ludwig starb 1755. 
Da sein erstgeborener Sohn, Friedrich August, nur zwei Jahre alt wurde, ging das Fürstentum an den zweitgeborenen Sohn, Karl Georg Lebrecht. Karl Georg war seinen unter dem Siebenjährigen Krieg leidenden Untertanen ein die Wirtschaft fördernder und karitativ wirkender Regent. So gründete er die Brandkasse, das Armenhaus und ein Schullehrerseminar. Um die Staatseinkünfte zu vermehren, kaufte er die Rittergüter Hohnsdorf, Pfriemsdorf und Wörbzig. 1779 rückte Karl Georg zum Generalmajor in der preußischen Armee auf, 1788 wurde er Generalleutnant, quittierte aber trotzdem den Dienst und wechselte als Feldmarschallleutnant in den österreichischen Kriegsdienst, um am Türkenkrieg teilzunehmen. Dabei starb er 1789 während der Belagerung von Semlin bei Belgrad. Sein ältester Sohn, August Christian, folgte ihm als regierender Fürst von Anhalt-Köthen; als 1793 die Linie Anhalt-Zerbst im Mannesstamm erlosch, gewann Fürst August Christian für seine Linie Köthen zu seinen bisherigen reichsunmittelbaren Territorien aufgrund des Dessauer Teilungsvertrages 1797 noch die Ämter Roßlau, Lindau und Dornburg hinzu. Am 18. April 1806 verlieh ihm Napoleon Bonaparte die Herzogswürde, und somit entstand das Herzogtum Anhalt-Köthen. August Christian war Mitglied im Rheinbund und starb kinderlos im Jahre 1812. Der Herzogtitel ging an Ludwig August Karl Friedrich Emil. Er war der zweitgeborene Sohn des Prinzen Ludwig, des jüngeren Bruders von August Ludwig. Da er erst 10 Jahre alt war, übernahm Herzog Leopold III. Friedrich Franz von Anhalt-Dessau die Vormundschaftliche Regierung. Ludwig August wurde nur 16 Jahre alt. Als er 1818 starb, ging der Herzogtitel an Friedrich Ferdinand aus der Nebenlinie Anhalt-Köthen-Pleß über.

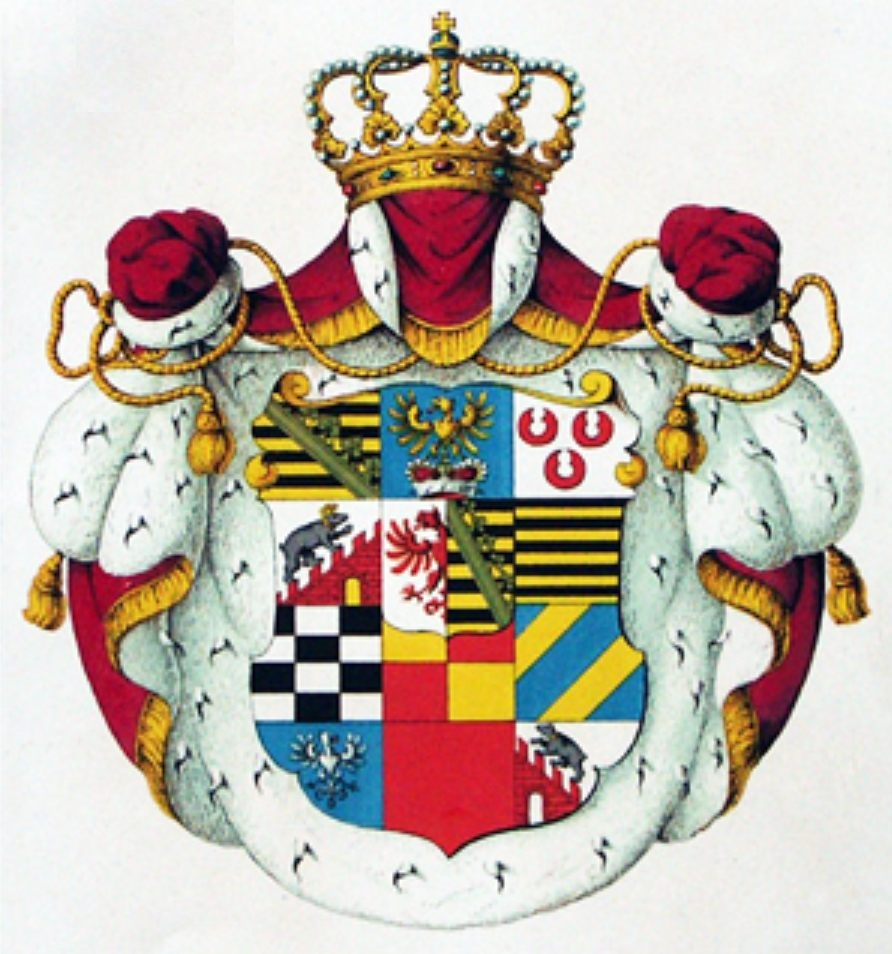
Wappen Anhalt-Köthen-Pless (1818)

### Nebenlinie Anhalt-Köthen-Pleß
Friedrich Erdmann von Anhalt-Köthen war der Großonkel von Herzog Ludwig August von Anhalt-Köthen und ein Bruder des Fürsten Karl Georg von Anhalt-Köthen. Er erhielt von seinem Onkel, Graf Johannes Erdmann von Promnitz, 1765 die Standesherrschaft im ehemaligen Herzogtum Pleß. Fortan nannte sich Friedrich Erdmann Fürst von Anhalt-Köthen-Pleß. Er starb 1797. Sein Sohn, Friedrich Ferdinand, erbte den Fürstentitel (Anhalt-Köthen-Pleß) und nach dem Tod seines Großcousins, Herzog Ludwig August, 1818 auch den Herzogtitel (Anhalt-Köthen). Seinem jüngeren Bruder Heinrich überließ er die Standesherrschaft Pleß. Im Jahr 1825 konvertierte Friedrich Ferdinand zum katholischen Glauben, was bei der evangelischen Landeskirche auf Unzufriedenheit stieß. Er ließ das Köthener Schloss von 1823 bis 1825 durch den Architekten Gottfried Bandhauer um den Ferdinandsbau erweitern. 1830 starb er kinderlos.
Sein Bruder Heinrich, der bis zum Tod Friedrich Ferdinands die Standesherrschaft Pleß innehatte, übernahm die Regentschaft im Herzogtum Anhalt-Köthen. Seinem jüngeren Bruder Ludwig übertrug er die Standesherrschaft Pleß. Allerdings starb Ludwig bereits 1841 kinderlos und somit war Heinrich Herzog von Anhalt-Köthen und Fürst von Anhalt-Köthen-Pleß. Dank Herzog Heinrich fuhr schon 1840 die erste Eisenbahn nach Köthen, als Haltestelle der Strecke Magdeburg-Leipzig. 1847 starb Heinrich. Da er kinderlos blieb und seine beiden jüngeren Brüder vor ihm kinderlos gestorben waren, erlosch die Linie Anhalt-Köthen. Sämtliche Ländereien fielen an das Herzogtum Anhalt-Bernburg.

## Die Fürsten und Herzöge von Anhalt-Köthen
|     | Name                                                | Regierungszeit                                                                                                 | Abstammung                      |
| --- | --------------------------------------------------- | --- | ------------------------------- |
| 1.  | Siegfried I. von Anhalt                             | 1252–1298 Fürst von Anhalt-Köthen                                                                              | Sohn von Heinrich I. von Anhalt |
| 2.  | Albrecht I. von Anhalt-Köthen                       | 1298–1316 Fürst von Anhalt-Köthen                                                                              | Sohn von 1.                     |
| 3.  | Albrecht II. von Anhalt-Köthen                      | 1316–1362 Fürst von Anhalt-Köthen                                                                              | Sohn von 2.                     |
| 4.  | Waldemar I. von Anhalt-Köthen                       | 1316–1368 Fürst von Anhalt-Köthen                                                                              | Sohn von 2.                     |
| 5.  | Waldemar II. von Anhalt-Köthen                      | 1368–1370 Fürst von Anhalt-Köthen                                                                              | Sohn von 4.                     |
| 6.  | Johann II. von Anhalt-Köthen                        | 1370–1382 Fürst von Anhalt-Köthen                                                                              | Sohn von 3.                     |
| 7.  | Waldemar III. von Anhalt-Köthen                     | 1382–1392 Fürst von Anhalt-Köthen                                                                              | Sohn von 6.                     |
| 8.  | Albrecht IV. von Anhalt-Köthen                      | 1382–1423 Fürst von Anhalt-Köthen                                                                              | Sohn von 6.                     |
| 9.  | Siegmund I. von Anhalt-Köthen                       | 1382–1396 Fürst von Anhalt-Köthen                                                                              | Sohn von 6.                     |
| 10. | Waldemar V. von Anhalt-Köthen                       | 1423–1436 Fürst von Anhalt-Köthen                                                                              | Sohn von 8.                     |
| 11. | Adolf I. von Anhalt-Köthen                          | 1423–1473 Fürst von Anhalt-Köthen                                                                              | Sohn von 8.                     |
| 12. | Albrecht VI. von Anhalt-Köthen                      | 1423–1475 Fürst von Anhalt-Köthen                                                                              | Sohn von 8.                     |
| 13. | Johann III. von Anhalt-Köthen                       | 1436–1463 Fürst von Anhalt-Köthen                                                                              | Sohn von 10.                    |
| 14. | Philipp I. von Anhalt-Köthen                        | 1475–1500 Fürst von Anhalt-Köthen                                                                              | Sohn von 12.                    |
| 15. | Magnus I. von Anhalt-Köthen                         | 1475–1508 Fürst von Anhalt-Köthen                                                                              | Sohn von 11.                    |
| 16. | Adolf II. von Anhalt-Köthen                         | 1475–1508 Fürst von Anhalt-Köthen                                                                              | Sohn von 11.                    |
| 17. | Waldemar VI. von Anhalt-Zerbst                      | 1508 Fürst von Anhalt-Köthen                                                                                   | Enkel von 9.                    |
| 18. | Georg II. von Anhalt-Zerbst                         | 1508–1509 Fürst von Anhalt-Köthen                                                                              | Enkel von 9.                    |
| 19. | Wolfgang I. von Anhalt-Zerbst                       | 1508–1562 Fürst von Anhalt-Köthen                                                                              | Sohn von 17.                    |
| 20. | Bernhard VII. von Anhalt-Zerbst                     | 1562–1563 Fürst von Anhalt                                                                                     | Neffe 2. Grades von 18.         |
| 21. | Joachim II. Ernst von Anhalt-Zerbst                 | 1562–1563 Fürst von Anhalt, 1563–1570 Fürst von Anhalt (Ämter Köthen und Bernburg), 1570–1586 Fürst von Anhalt | Neffe 2. Grades von 18.         |
| 22. | Johann Georg I. von Anhalt-Zerbst                   | 1586–1606 Fürst von Anhalt                                                                                     | Sohn von 20.                    |
| 23. | Ludwig I. von Anhalt-Zerbst                         | 1606–1650 Fürst von Anhalt-Köthen                                                                              | Sohn von 21.                    |
| 24. | Wilhelm Ludwig von Anhalt-Köthen                    | 1650–1665 Fürst von Anhalt-Köthen                                                                              | Sohn von 23.                    |
| 25. | Lebrecht von Anhalt-Plötzkau                        | 1665–1669 Fürst von Anhalt-Köthen                                                                              | Cousin von 23.                  |
| 26. | Emanuel von Anhalt-Plötzkau                         | 1665–1670 Fürst von Anhalt-Köthen                                                                              | Cousin von 23.                  |
| 27. | Emanuel Lebrecht von Anhalt-Köthen                  | 1671–1704 Fürst von Anhalt-Köthen                                                                              | Sohn (posthum) von 26.          |
| 28. | Leopold von Anhalt-Köthen                           | 1704–1728 Fürst von Anhalt-Köthen                                                                              | Sohn von 27.                    |
| 29. | August Ludwig von Anhalt-Köthen                     | 1728–1755 Fürst von Anhalt-Köthen                                                                              | Bruder von 28.                  |
| 30. | Karl Georg Lebrecht von Anhalt-Köthen               | 1755–1789 Fürst von Anhalt-Köthen                                                                              | Sohn von 29.                    |
| 31. | August Christian von Anhalt-Köthen                  | 1789–1806 Fürst von Anhalt-Köthen, 1806–1812 Herzog von Anhalt-Köthen                                          | Sohn von 30.                    |
| 32. | Ludwig August Karl Friedrich Emil von Anhalt-Köthen | 1812–1818 Herzog von Anhalt-Köthen                                                                             | Neffe von 31.                   |
| 33. | Friedrich Ferdinand von Anhalt-Köthen               | 1818–1830 Herzog von Anhalt-Köthen                                                                             | Neffe von 30.                   |
| 34. | Heinrich von Anhalt-Köthen                          | 1830–1847 Herzog von Anhalt-Köthen                                                                             | Bruder von 33.                  |

## Verwaltungsorganisation
Das Fürstentum Anhalt-Köthen bestand Ende des 18. Jahrhunderts aus den Ämtern Köthen, Nienburg, Wulfen und Warmsdorf sowie einigen Gerichtsdörfern. Durch die Zerbster Teilung 1797 kamen die Ämter Roßlau, Lindau und Dornburg hinzu.

## Überlieferung
Die archivalische Quellenüberlieferung des ehemaligen Fürstentums Anhalt-Köthen befindet sich in der Abteilung Dessau des Landesarchivs Sachsen-Anhalt.